# Mindaugas Budzinauskas
Mindaugas Budzinauskas (ur. 7 września 1973, zm. 26 listopada 2021) – litewski koszykarz, występujący na pozycjach rzucającego obrońcy oraz skrzydłowego, po zakończeniu kariery zawodniczej trener koszykarski.
8 grudnia 2015 został trenerem Polpharmy Starogard Gdański, którą reprezentował wcześniej jako zawodnik. 27 maja 2017 podpisał jako szkoleniowiec umowę z Kingiem Szczecin. 15 maja 2019 zawarł kolejny kontrakt z zespołem ze Szczecina.

## Osiągnięcia
Zawodnicze
- Mistrz LKAL (1998)
- Brązowy medalista mistrzostw:
  - Polski (2002)
  - Litwy (1999)
- Uczestnik rozgrywek Euroligi (2003/04)